# Patentamt

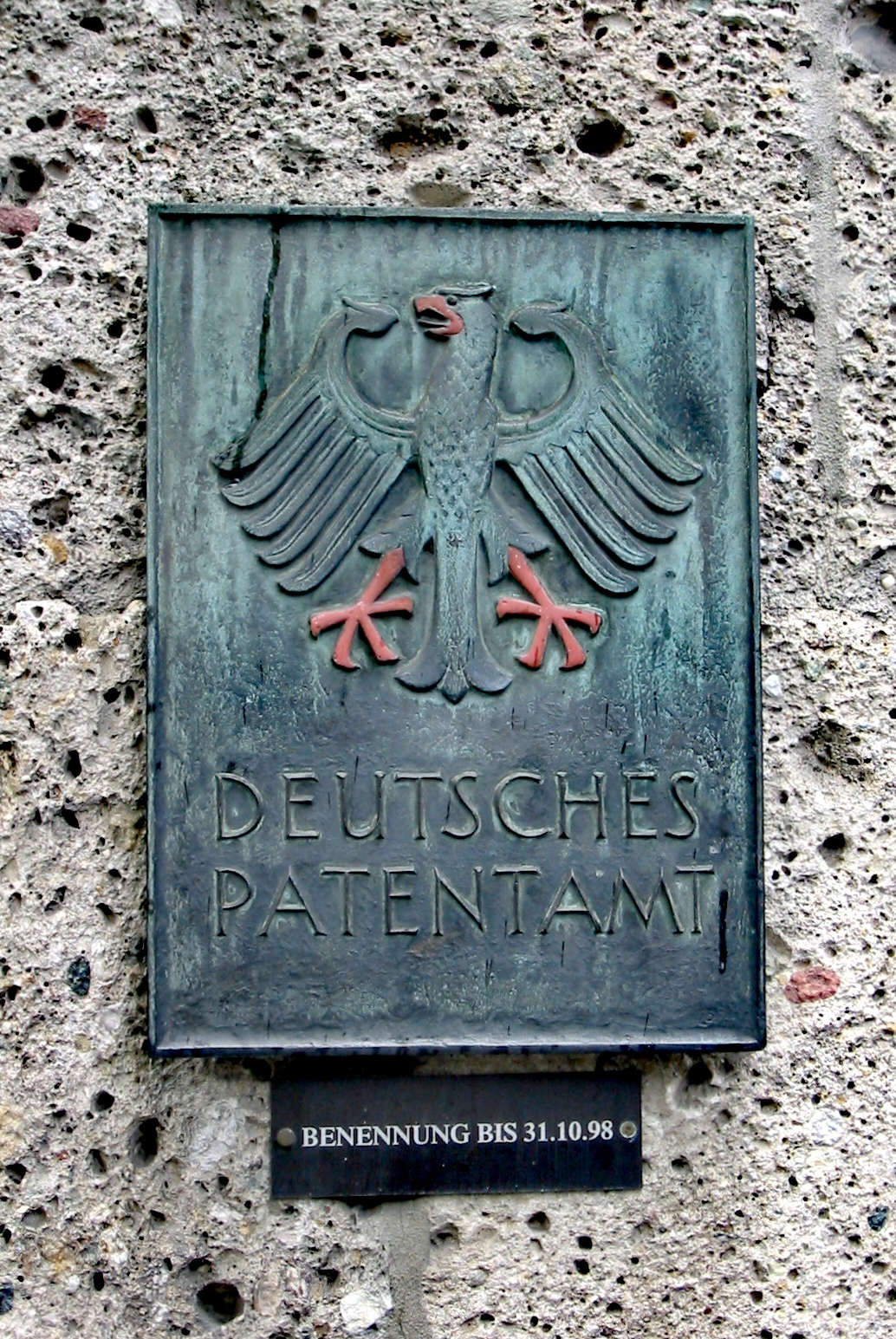
Emblem an der Außenmauer des Deutschen Patentamtes

Ein Patentamt ist eine Behörde, die einer natürlichen oder juristischen Person ein Schutzrecht auf geistiges Eigentum bzw. auf einen Markennamen in Form eines Patents gewährt.

## Geschichte
Der Begriff Patent wird von dem lateinischen patens (offener Brief, Urkunde) hergeleitet. Das erste Patentgesetz im heutigen Sinne wurde 1474 in Venedig erlassen, gefolgt von den „Statute of Monopolies“ in Großbritannien (1623) und Frankreich (1787).
Im Zuge der Industrialisierung wurde um 1800 in England verstärkt ein Schutz des Gewerbes gefordert. Mit der Gewährung von Patenten wurde diese Forderung erfüllt. Einerseits sollte es Erfinder motivieren, ihre Erfindungen der Öffentlichkeit zu präsentieren und in deren Dienste zu stellen, andererseits sollte es Erfindern einen Schutz ihres Gewerbes vor Missbrauch durch Andere gewähren.

## Nationale Patentämter

### Deutschland
Das Deutsche Patent- und Markenamt (DPMA; vormals Deutsches Patentamt) mit Sitz in München und Dienststellen in Jena und Berlin ist für deutsche Patente zuständig. Das DPMA führt darüber hinaus auch die Registrierung von Gebrauchsmustern, Marken, Geschmacksmustern (Designs), Halbleitertopographien und Ergänzenden Schutzzertifikaten durch.
In der DDR gab es von 1950 bis 1990 das Amt für Erfindungs- und Patentwesen der DDR, das 1990 mit dem Deutschen Patentamt fusionierte.

### Österreich
Das Österreichische Patentamt ist die nationale Zentralbehörde für den gewerblichen Rechtsschutz in Österreich mit Sitz in Wien. Es ist zuständig für Patente, Gebrauchsmuster, Marken, Muster (Designs), Halbleitertopographie und Schutzzertifikatsanmeldungen. Weiters bietet das Patentamt der Öffentlichkeit Informationen zu gewerblichen Schutzrechten und Schulungen an.

### Schweiz
Das Patentamt für die Schweiz (und Liechtenstein, das mit der Schweiz aufgrund des schweizerisch-liechtensteinischen Patentschutzvertrags vom 22. Dezember 1978 ein einheitliches Schutzgebiet bildet) ist das Eidgenössische Institut für Geistiges Eigentum (IGE) in Bern (Stauffacherstrasse 65). Abweichend von der Rechtslage in Deutschland und Österreich kennt die Schweiz keine Gebrauchsmuster. Die beim IGE angemeldeten Patente werden seit 1996 ausnahmslos ohne Vorprüfung auf Neuheit und erfinderische Tätigkeit (Nichtnaheliegen) registriert und können daher jederzeit in einem Gerichtsverfahren auf ihre Schutzfähigkeit überprüft werden. Es gibt die Möglichkeit einer freiwilligen Recherche zum Stand der Technik.

## Regionale Patentämter

### Europa (EPO)
Das Europäische Patentamt (EPA) ist ein Organ der Europäischen Patentorganisation, die durch das Europäische Patentübereinkommen vom 5. Oktober 1973 gegründet wurde. Das Patentamt hat seinen Sitz in München, eine Zweigstelle in Den Haag, Dienststellen in Berlin-Kreuzberg und Wien und ein EU-Verbindungsbüro in Brüssel. Amtssprachen sind englisch, deutsch und französisch.

### Eurasien (EAPO), Afrika (ARIPO, OAPI), Asien (Golf-Kooperationsrat)
Das Eurasische Patentamt (EAPA) ist ein Organ der Eurasischen Patentorganisation, die durch das Eurasische Patentübereinkommen vom 12. März 1993 gegründet wurde. Das Übereinkommen ist derzeit für neun ehemalige Teilrepubliken der früheren Sowjetunion wirksam (nicht für die baltischen Staaten, die Ukraine und Usbekistan). Das Amt hat seinen Sitz in Moskau.
In Afrika bestehen zwei regionale Patente erteilende regionale Patentämter, die sich historisch aus den früheren britischen und französischen Herrschaftsbereichen ableiten (ARIPO, African Regional Industrial Property Organization; Vertrag von Lusaka 1976, Zentralbehörde in Harare, 16 Mitgliedstaaten, und OAPI, Organisation Africaine de la Propriété Intellectuelle, maßgeblich jetzt das 1999 revidierte Übereinkommen von Bangui, Zentralbehörde in Yaounde, 15 Mitgliedstaaten).
Auch für fünf Anrainerstaaten des Persischen Golfs besteht im Golf-Kooperationsrat ein regionales Patentsystem, das seit 1998 regionale Patente erteilt.